# Joseph Aloys von Hofstetten

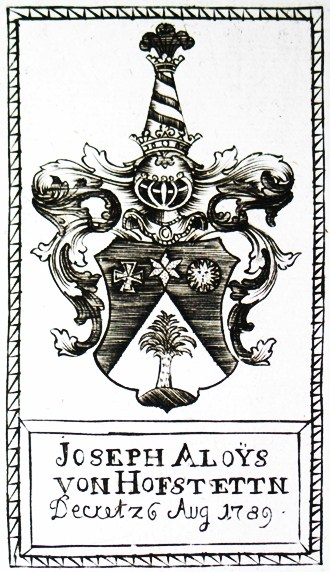
Hofstetters Wappen von 1789

Joseph Aloys von Hofstetten (* 30. Oktober 1736 in Straubing; † 19. Mai 1797 in München) war ein deutscher Ingenieur.

## Leben
Hofstetten wuchs in München auf und schloss dort 1752 das Jesuitengymnasium (heute Wilhelmsgymnasium München) ab. Anschließend absolvierte er am angeschlossenen Lyzeum das obligatorische Grundstudium (= Philosophie) und begann im Herbst 1754 sein Jurastudium an der Universität Ingolstadt. 1757 trat er als wirklicher Hofrat in bayerische Dienste. Zuletzt war er seit 1789 Vizedirektor des kurfürstlichen Hofkammer-Kollegiums in München, erhielt den Ehrentitel eines Geheimrats. Im Jahr 1792 wurde er zum Kommissar in der Seidenzucht-Generaldirektion in Bayern ernannt. Außerdem war er kurfürstlicher Kastner und Salzbeamter zu Rosenheim.
Als Bauingenieur stand er in Kurfürst Karl Theodors Diensten als pfalzbayerischer Generalbaudirektor für Straßenbau, Brückenbau und Wasserbau. Er trieb gemeinsam mit Adrian von Riedl die Institutionalisierung und Professionalisierung des Bau- und Vermessungswesens voran.
Hofstetten heiratete Maria Barbara Freiin von Schönhub. Aus dieser Ehe entstammte der Regierungsdirektor Johann Theodor von Hofstetten (1773–1836).

## Mitgliedschaften
Hofstetten war im Jahr 1773 Mitglied Nr. 29 der Gesellschaft für Sittenlehre und Landwirthschaft in Baiern zu Altenötting, der er am 15. November 1769 beigetreten war. Im Jahr 1777 war er Meister vom Stuhl und erster Vorsteher der Münchner Freimaurerloge Zur Behutsamkeit, die nur von 1773 bis 1783 bestand. Zugleich gehörte er wie andere seiner Logenbrüder der Geheimgesellschaft der Illuminati an.